# Enceliinae
Enceliinae es una subtribu de la tribu Heliantheae, familia de  las asteráceas.
Contiene los siguientes géneros:

## Géneros
- Encelia
- Enceliopsis
- Flourensia
- Geraea
- Helianthella